# リース・ゲインズ
クリフトン・リース・ゲインズ(Clifton Reece Gaines, 1981年1月7日 - ) は、アメリカ合衆国ウィスコンシン州マディソン出身の元バスケットボール選手であり、オースティン・スパーズでアシスタントコーチを務めている。

## 経歴

### 学生時代
ゲインズは198cm、93kgのシューティングガードとして彼の地元であるウィスコンシン州マディソンのマディソンウェスト高校でバスケットボールをプレイした。
その後、ゲインズはルイビル大学で4年間プレイし、最高学年のときにシーズンを25勝7敗の大学記録を達成し、AP通信が選ぶオールアメリカサードチームに選ばれた。
彼はルイビル大学で歴代最高のSGの1人であると考えられている。

### NBA
ゲインズは2003年のNBAドラフトでオーランド・マジックに1巡目15位でドラフトされ、2003年7月18日に契約した。
ルーキーシーズンはベンチからの起用が主となり、38試合の出場で平均1.8得点、1.0リバウンド、1.1アシストを記録した。
ルーキーシーズン終了後のオフに、ヒューストン・ロケッツへトレイシー・マグレディ、ジュワン・ハワード、ティロン・ルーと共に、スティーブ・フランシス、カッティノ・モブリー、ケルビン・ケイトーとの大型トレードに組み込まれて移籍した。
ロケッツでは10試合の出場(平均2.6得点、1.1リバウンド、0.3アシスト)だけに留まり、大半を故障者リストとして過ごした。
そして2005年2月24日に2つの将来の2巡目ドラフト指名権と共に、マイク・ジェームス、ゼルドン・ハミルトンとのトレードでバックスへ移籍したが、ロケッツ時代と比べて更に出場時間を獲得出来ず、11試合で合計79分間(平均1.4得点、0.3リバウンド、0.4アシスト)の出場に留まった。
その翌シーズン(2005-06)でも更に出場時間が短くなり、12試合の出場で合計52分間(1.1得点、0.0リバウンド、0.3アシスト)しか出場出来なかった。

### 海外リーグ
2006年にゲインズはイタリアへ渡り、Angelico Biella、オリンピア・ミラノ、パラカネストロ・トレヴィーゾでプレイした。
2009年にはアメリカへ戻りベーカーズフィールド・ジャムに加入し、平均14.3得点、4.0アシストを記録した。
その後、2010年12月にフランスのJA Vichyと、2012年1月にオーストラリアのFürstenfeld Panthersと30日間の契約を結んだが、2012年2月2日にFürstenfeld Panthersは延長契約を結ばないことを発表した。

### コーチキャリア
2012年にコーチとしてのキャリアをスタートさせたゲインズはベラーマイン大学でアシスタントコーチの職に就いた。
ゲインズがアシスタントコーチをしている3年間でベラーマイン大学はNCAAディビジョン IIトーナメントのスウィート16、ファイナル4進出を果たした。
2015年にゲインズはイースタンケンタッキー大学でアシスタントコーチを勤め、2018年にはそれまでヘッドコーチだったダン・マクヘイルに替わりヘッドコーチとなった。
2019年11月5日、,オースティン・スパーズのアシスタントコーチに就任した。